# Patriarca di tutta la Bulgaria

Stemma della Chiesa ortodossa bulgara.

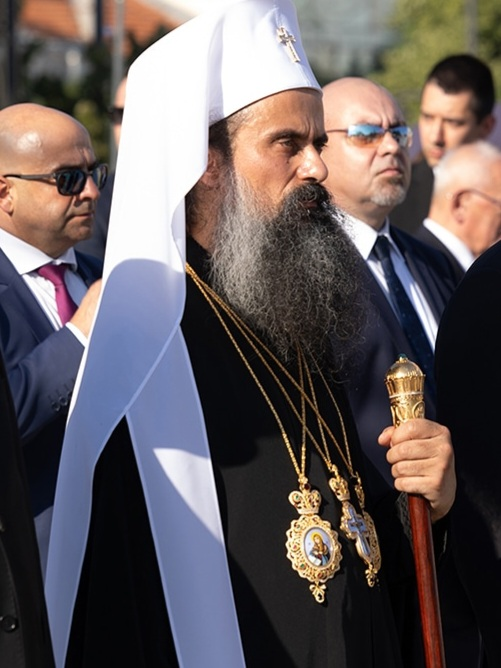
L'attuale patriarca di Bulgaria Daniele.

Il Patriarca di tutta la Bulgaria è il patriarca della Chiesa ortodossa bulgara, ovvero la massima autorità ecclesiastica di una Chiesa ortodossa autocefala nazionale afferente alla comunione delle Chiese ortodosse. Il patriarca è ufficialmente designato come Patriarca di tutta la Bulgaria e Metropolita di Sofia. Dal 30 giugno 2024 il patriarca è Daniele.

## Storia

### Epoca medievale
Dopo due vittorie decisive sui bizantini ad Anchialo (vicino all'attuale città di Burgas) e a Katasyrtai (vicino Costantinopoli), l'arcivescovado autonomo bulgaro fu proclamato autocefalo ed elevato al rango di patriarcato in un concilio ecclesiastico nazionale tenutosi nel 918 o 919. In seguito al Trattato del 927, che affermava la vittoria bulgara nella guerra bulgaro-bizantina del 913-927, il Patriarcato di Costantinopoli riconobbe lo status autocefalo della Chiesa ortodossa bulgara e ne riconobbe la dignità patriarcale. Demetrio di Bulgaria è stato il secondo Patriarca della Chiesa ortodossa bulgara e il primo ad essere riconosciuto dal Patriarca ecumenico. Così il Patriarcato bulgaro divenne il primo patriarcato nazionale in Europa, e il sesto patriarcato autocefalo dopo i cinque che formano la Pentarchia: quelli di Gerusalemme, Antiochia, Alessandria, Roma e Costantinopoli. La sede del patriarcato era la nuova capitale bulgara di Preslav, anche se è probabile che il patriarca risiedesse nella città di Drastar (Silistra), un antico centro cristiano famoso per i suoi martiri e per le sue tradizioni cristiane.

### Conquista ottomana
Dopo la caduta della capitale del Secondo Impero Bulgaro, Tărnovo, nelle mani degli Ottomani nel 1393 e l'esilio del Patriarca Eutimio, la Chiesa bulgara autocefala fu soppressa. La diocesi bulgara fu nuovamente subordinata al Patriarcato di Costantinopoli.

### Era moderna
Le condizioni per la restaurazione del Patriarcato bulgaro furono create dopo la seconda guerra mondiale. Nel 1945 il Patriarca di Costantinopoli riconobbe l'autocefalia della Chiesa bulgara. Nel 1950 il Santo Sinodo adottò un nuovo statuto che aprì la strada alla restaurazione del patriarcato e nel 1953 elesse il metropolita di Plovdiv, Cirillo, patriarca bulgaro. Dopo la morte del patriarca Cirillo nel 1971, la Chiesa elesse al suo posto Maxim, metropolita di Loveč, che fu patriarca bulgaro fino alla sua morte nel 2012. Il 24 febbraio 2013 Neofito è stato eletto nuovo patriarca che si è spento 13 marzo 2024.

## Lista dei primati della Chiesa ortodossa bulgara

### Vescovi della Bulgaria (865-870)
Vescovi missionari in Bulgaria.
- Isaia[5] (865-867) - inviato da Costantinopoli; capo della missione di Costantinopoli, arrivato a Pliska nell'864, e primo vescovo della Bulgaria;[6] guidò il battesimo del popolo bulgaro da parte di Boris I, nell'865, e guidò la neonata eparchia di Bulgaria, fino all'emergere della missione papale[5]
- Paolo di Populonia e Formoso di Porto[7] (867-868) - inviati da Roma come legati papali[8]
- Silvestro e Leopardo d'Ancona (868) - legati di Roma
- Domenico di Trivento e Grimoaldo di Bomarzo (868-870) - legati di Roma

### Arcivescovi di Bulgaria (870-918/919)
Primati della Chiesa ortodossa bulgara autonoma, con sede a Pliska e Preslava, sotto la giurisdizione di Costantinopoli, istituiti dall'ottavo Concilio Ecumenico (870).
- Giuseppe I o Stefano (870–877) - arcivescovo esarca, primo arcivescovo di Bulgaria (?)
- Giorgio I - (870/877– 886/893) - arcivescovo esarca
- Giovanni (886-910) - arcivescovo esarca (residenza a Pliska, poi a Preslav)
- Gregorio (910-917) - arcivescovo esarca
- Leonzio I (917-919) - arcivescovo esarca

### Patriarchi bulgari a Preslav (918/919–1018)

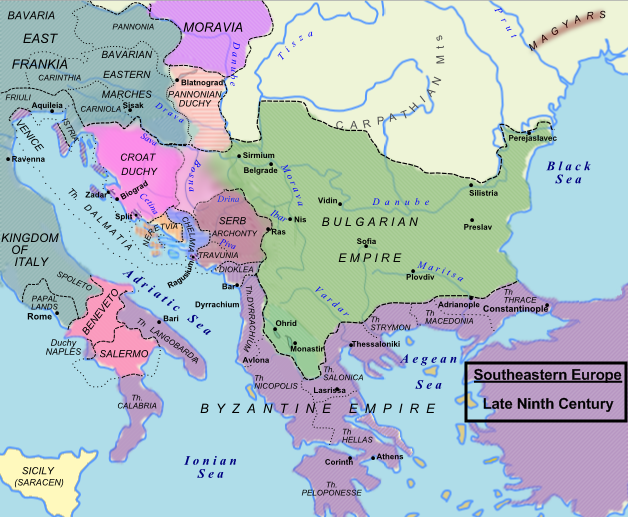
Primo Impero bulgaro di Bóris I.] Pliska e Preslav, i principali centri di cristianizzazione, sono delimitati a centrodestra

Primati della Chiesa patriarcale di Bulgaria, con sedi a Preslav, Drustar, Sredets, Voden, Moglena, Prespa e Ohrid, stabilite presso il Concilio di Preslav.
- Leonzio I (919-927) - non riconosciuto dal Patriarca di Costantinopoli[12]
- Demetrio I (927-930) - non riconosciuto dal Patriarca di Costantinopoli[12]
- Sergio (931–937/940)[12]
- Giorgio II (937-940)
- Gregorio I (940-944)[12]
- Damiano (944-972)[12]
- Germano (972-990) - con residenza a Ohrid dopo la caduta di Preslav
- Nicola (991-1000)
- Filippo (1000-1015)
- Davide (1015-1018) – ultimo Patriarca di Bulgaria nel Primo Impero bulgaro

Dopo la caduta del Primo Impero bulgaro sotto il dominio bizantino nel 1018, la Chiesa fu privata del titolo patriarcale e ridotta al rango di Arcivescovado autocefalo di Ocrida; nel 1767 esso fu posto sotto la tutela del Patriarca di Costantinopoli. Gli arcivescovi di Ohrid portavano il titolo di arcivescovo di Bulgaria, ma col tempo smisero di associare l'origine della loro Chiesa al Patriarcato di Preslav. Una Chiesa bulgara separata fu creata con la fondazione del Secondo Impero Bulgaro nel 1186.

### Arcivescovi di Bulgaria (1018/1019-1767)
Primati dell'Arcidiocesi autocefala (autonoma) con sede a Ohrid, de iure subordinata al Patriarcato ecumenico.

### Arcivescovi di Bulgaria (1186-1235)
Primati della Chiesa di Bulgaria con sede a Tărnovo.
- Basilio I (1186-1232) - arcivescovo primate; riconosciuto dal Papa di Roma nel 1203[13]
- Gioacchino I (1232-1235) - arcivescovo primate

### Patriarchi bulgari a Tarnovo (1186/1235-1393/1394)

Il Secondo Impero Bulgaro raggiunse la sua massima estensione territoriale durante il regno dello zar Ivan Asen II

Primati della Chiesa Patriarcale di Bulgaria, con sede a Tarnovo.
- Basilio I (1186-1232) - non riconosciuto dal Patriarca di Costantinopoli
- San Gioacchino I (1232-1246) - titolo di Patriarca canonicamente riconosciuto dai Patriarchi ortodossi nel 1235
- Bessario (1246)
- Basilio II (1246–1254)
- Basilio III (1254-1263)
- Gioacchino II (1263-1272)
- Ignazio (1272–1277)
- Macario (1277–1284)
- Gioacchino III (1284-1300)
- Doroteo (1300-1315)
- Romano (1315-1325)
- Teodosio I (1325–1337)
- Giovanni I (1337–1340)
- Simeone (1341–1348)
- Teodosio II (1348–1363)
- Giovanni II (1363-1375)
- Sant'Eutimio I (1375-1384) - ultimo patriarca bulgaro a Tarnovo.

Dopo la caduta del Secondo Impero Bulgaro e la morte del patriarca Eutimio nel 1402, le diocesi della Bulgaria settentrionale furono subordinate alla Metropoli di Tarnovo, come parte del Patriarcato ecumenico. A volte i metropoliti di Tarnovo portavano anche il titolo di esarca di Bulgaria.

### Esarchi di Bulgaria (1394-1867)
Vescovi della Metropoli di Tarnovo canonicamente subordinati al Patriarcato ecumenico.
- Geremia I (1394-1401 o Vicario -come metropolita di Moldavia- 1394-1407/1408)
- Ignazio (1437-1464/1465)
- Gerasimo
- Pancrazio
- Teofilo I
- Gioacchino
- Arsenico
- Dioniso
- Geremia II
- Gabriele (?-1622)
- Macario (1626-1646)
- Dionisio (1646-1650)
- Cirillo (1650-1653)
- Antemio (1653-1654)
- Dionisio (1654-1658)
- Gerasimo (1658-1673)
- Ezechiele (1673-1687)
- Atanasio (1687-1692)
- Giuseppe (1692-?)
- Teodosio
- Dionisio (?-1714)
- Giuseppe (1714-1722)
- Niceforo
- Antemio (?-1750)
- Teofilo II (1751-1763)
- Partenio (1763-1769)
- Callinico (1770-1791)
- Matteo (1791-1797)
- Filoteo (1797-1800)
- Matteo (1880-1802), secondo episcopato
- Daniele (1802-1817)
- Joanicio (1817-1821)
- Ilario il Cretese (1821-1827)
- Costanzio (1827-1830)
- Ilario il Cretese (1830-1838), secondo episcopato
- Panareto (1838-1840)
- Neofito Bisanzio (1840-1846)
- Atanasio (1846-1848)
- Neofito Bisanzio (1848-1857), secondo episcopato
- Gregorio (1858-1867)

### Esarchi di Bulgaria (1872-1915)
Capi della Chiesa bulgara residenti a Costantinopoli.
- Ilario (1872) - titolo di Esarca concesso dal decreto (firmano) del sultano Abdulazize, promulgato il 28 febbraio 1870; residenza a Costantinopoli; non riconosciuto dal Patriarca di Costantinopoli si dimise dopo soli quattro giorni
- Antimio I (1872-1877), presidente nel 1879 dell'assemblea nazionale
- Giuseppe I (1877-1915) - residenza a Costantinopoli, poi a Sofia

### Vicepresidenti del Santo Sinodo di Bulgaria (dal 1915 al 1945)
Leader della Chiesa bulgara residenti a Sofia.
- Partenio (1915-1918) - metropolita
- Basilio (1918-1921) - metropolita
- Massimo (1921-1928) - metropolita
- Clemente (1928-1930) - metropolita
- Neofito (1930-1944) - metropolita
- Stefano I (1944-1945) - metropolita

### Esarchi di Bulgaria (1945-1948)
- Stefano I (1945-1948) – con residenza a Sofia

### Vicepresidenti del Santo Sinodo di Bulgaria (1948-1953)
Leader della Chiesa bulgara residenti a Sofia.
- Michele (1948-1949) - metropolita
- Paisio (1949-1951) - metropolita
- Cirillo (1951-1953) - metropolita

### Patriarchi di Bulgaria (1953-oggi)
Primati della Chiesa Patriarcale di Bulgaria con cattedra a Sofia.
- Cirillo (1953-1971) - titolo di Patriarca riconosciuto dal Patriarca di Costantinopoli
- Massimo (1971-2012)
- Neofito (2013-2024)
- Daniele, dal 2024